# نبيل القليني
نبيل القليني (مواليد ديسمبر 1939 المنصورة) عالم ذرة وعلوم ذرية مصري، والده محمد القليني رئيس قلم الميزانية بالقضاء العالي بالقاهرة، اختفى منذ عام 1975 ولم يتم معرفة أي شيء عنه بعد ذلك.

## دراسته وعمله
أوفدته كلية العلوم في جامعة القاهرة إلى تشيكوسلوفاكيا للقيام بعمل المزيد من الأبحاث والدراسات في الذرّة. وقد كشفت الأبحاث العلمية الذرية التي قام بها عن عبقرية علمية كبيرة تحدثت عنها جميع الصحف التشيكية. ثم حصل على الدكتوراه في الذرة من جامعة براغ.

## اختفائه
في صباح يوم الاثنين 27 يناير 1975 رن جرس الهاتف في الشقة التي كان يقيم فيها الدكتور القليني، وبعد المكالمة خرج الدكتور ولم يعد حتى الآن. ولما انقطعت اتصالات الدكتور مع كلية العلوم بجامعة القاهرة، أرسلت الكلية إلى الجامعة التشيكية تستفسر عن مصير الدكتور نبيل الذي كان بعبقريته حديث الصحافة التشيكية والأوساط العلمية العالمية، ولم ترد الجامعة التشيكية، وبعد عدة مرات من جامعة القاهرة، ذكرت السلطات التشيكية أن العالم الدكتور القليني خرج من بيته بعد مكالمة هاتفية ولم يعد إلى بيته.

### ظروف غامضة
والغريب أن الجامعة التشيكية علمت بنبأ الاتصال الهاتفي فمن أين علمت به؟ وهل اتصلت بالشرطة التشيكية؟، فإذا كانت الشرطة أخبرت إدارة الجامعة التشيكية فمن أين عرفت الشرطة؟ ولكن الأغرب أن السلطات المصرية (عام 1975 م) لم تحقق في هذه الجريمة.